# خنمت نفر حجيت الأولى
خنمت نفر حجيت ورت أو خنمت نفر حجيت الأولى ، كانت ملكة مصرية وزوجة الملك سنوسرت الثاني رابع ملوك الأسرة الثانية عشرة، وهي أم الملك سنوسرت الثالث.

## السيرة الذاتية
من المرجح أن تكون نفس الشخصية التي ذكرت على أنها ابنة أمنمحات الثاني على الختم الموجود حاليا في نيويورك، وهذا يعني أنها كانت أختاً لزوجها، فهي ونفرت الثانية تم التعرف عليهما بشكل مؤكد كزوجات للملك سنوسرت الثاني، في حين أنه هناك زوجتين محتملتين أخرتين هما خنمت وإيتاورت، وكانوا جميعا أخوات للملك، كما كان اسمها أيضا لقباً للملكات، فالاسم خنمت نفر حجيت يعني «المتحدة مع التاج الأبيض»، ولاسمها إضافة ورت والتي تعني «العظيمة» أو «الكبرى» وربما كانت تستخدم هذه الصفة لتمييزها عن الأخريات، وقد ذكر اسمها على ختم وجد في كاهون وموجود الآن في تونبريدج، وعلى بردية من كاهون كذلك وموجودة الآن في برلين، وعلى تمثال موجود الآن في المتحف البريطاني، وجاء ذكرها كذلك في مجموعة هرم ابنها، ويحتمل أنها دفنت في مجمع هرم كاهون التي بناها زوجها.
كانت تلقب: زوجة الملك، الملكة الأم (الأم الملكية - أم الملك)، سيدة الأرضين، ابنة الملك (وهذا الأخير قد يعني أنها الأميرة نفسها المنقوش اسمها على ختم الملك أمنمحات الثاني).